# Косколь (Єгіндикольський сільський округ)
Коско́ль (каз. Қоскөл) — село у складі Каратобинського району Західноказахстанської області Казахстану. Входить до складу Єгіндикольського сільського округу.
Населення — 58 осіб (2021; 271 у 2009, 475 у 1999, 449 у 1989).